# 온난적첨밀적
《온난적첨밀적》(温暖的，甜蜜的)은 2023년 방송되었던 중국의 드라마이다.

## 소개
- 서른이 넘었지만 아직 결혼을 안한 친구인 난페이와 치자이의 사랑과 결혼 이야기

## 등장 인물
- 빅토리아 - 난페이 역
- 천옌시 - 치자이 역
- 루이 - 천팡 역
- 징차오 - 자오웨 역
- 쑨젠 - 링자양 역
- 판훙 - 치무 역
- 조정 (曹征) - 쉬시 역
- 전민 (田岷) - 바오후이메이 역
- 오면 (吳冕) - 차이원쥐안 역
- 양천 (梁天) - 쉬리 역
- 악홍 (嶽紅) - 형주임 역
- 손녕 (孫寧) - 리우쑤팅 역
- 양청 (楊青) - 동비화 역
- 시경명 (施京明) - 자오싱궈 역
- 리이샤오 - 선쉬에 역
- 백지적 (白志迪) - 천푸 역
- 왕리원 (王麗雲) - 천무 역
- 장커잉 - 구샤오만 역
- 종평 (宗平) - 난하오 역
- 강서림 (Ruilin Jiang) - 천포 역
- 곡책책 (曲柵柵) - 천천 역
- 지가 (遲嘉) - 통신 역
- 최소함 (崔紹涵) - 팡치우 역
- 회문 (淮文) - 티엔중칭 역
- 쉬링웨 - 정치에 역
- 정양 (丁洋) - 옌이 역
- 염근 (閆勤) - 천밍옌 역
- 나혁 (羅奕) - 리우치 역
- 고아헌 (高雅軒) - 샤오차오 역
- 차이뎨 (蔡蝶) - 가이모 역
- 악여은 (岳以恩) - 샤오미 역
- 동유가 (董維嘉) - 샤오지아 역

## 참고 사항
- 중국 현지에서 종영한지 7개월만에 AsiaN에서 VOD 저작권을 구입했다 국내 방송일자는 12월 25일 이다
- 극중 치자이 역을 맡은 천옌시는 대마적세계 이후 2년만에 복귀하는 작품이기도 하다
- 해당 드라마는 종영한지 4개월만에 안후이 위성 텔레비전을 통해 방송되었다